# Божович Лідія Іллівна
Лідія Іллівна Божович (11 січня, 1908, Курськ — 21 липня 1981) — радянський психолог, дослідниця розвитку дитячої особистості, учениця Виготського Л. С., одна з відомої «вісімки». Похована на цвинтарі Донського монастиря.

## Наукова діяльність
Навчалася в Московському університеті, перше експериментальне дослідження з психології наслідування провела під керівництвом Виготського. У 1920-30-ті рр. входила до складу п'ятірки найближчих московських учнів Виготського (Запорожець, Божович, Морозова, Славіна). Працювала завучем у психоневрологічній школі-санаторії, з 1931 р. — в Академії комуністичного виховання на кафедрі психології, яку очолював Виготський. Надалі працювала у відділі психології Української психоневрологічної академії (Харків). У 30-ті рр., формально працюючи в Полтаві, входила до Харківської психологічної школи. У 1939 р. захистила кандидатську дисертацію з проблем засвоєння орфографії. У роки Великої вітчизняної війни завідувала відділом трудотерапії евакогоспіталю № 3880 в р. Киштимі Челябінської області. Працювала в НДІ загальної і педагогічної психології АПН СРСР, з 1945 р. по 1975 р. керувала створеної нею лабораторією психології формування особистості. Доктор психологічних наук. Професор.

### Науковий внесок
Основне коло інтересів Божович — дитяча психологія. У цій царині Божович написано праці з проблем розвитку особистості дитини, формування її мотивації, з експериментального дослідження афективних конфліктів, самооцінки та динаміки рівня домагань в дитячому віці, особистісної спрямованості, умов формування гармонійної особистості, тощо. 

## Основні праці
- Особистість та її формування в дитячому віці
- Мовлення і практична інтелектуальна діяльність дитини (експериментально-теоретичне дослідження)
- Про культурно-історичну концепцію Л. С. Виготського та її значення для сучасних досліджень психології особистості [Архівовано 17 серпня 2017 у Wayback Machine.]
- Потреба в нових враженнях [Архівовано 16 серпня 2017 у Wayback Machine.]